# Droga magistralna M9 (Rosja)
Droga magistralna M9 «Bałtija» (ros. Федеральная автомобильная дорога М-9 «Ба́лтия») – droga znaczenia federalnego, znajdująca się na terytorium Rosji. Swój bieg rozpoczyna w miejscowości Zasitino na granicy z Łotwą i dalej biegnąc przez Rżew i Wołokołamsk kończy się w Moskwie. Długość trasy wynosi 610 km. M9 stanowi część trasy europejskiej E22.